# زمین‌لرزه ۱۹۸۵ تاجیکستان
زمین‌لرزه تاجیکستان در تاریخ ۱۳ اکتبر ۱۹۸۵ میلادی، برابر با ‎۲۱ مهر ۱۳۶۴، ساعت ۱۵:۵۹:۵۱ به زمان یوتی‌سی در تاجیکستان رخ داد. ژرفای این زلزله ۱۰ کیلومتر بود، و بزرگی آن ۵٫۸ در مقیاس Mw اعلام شده‌است. زمین‌لرزه به وقت محلی در روز یکشنبه، ساعت ۲۱ روی داده و منطقه زمانی آن یوتی‌سی +۶ بوده‌است.
سازمان زمین‌شناسی آمریکا نیز رومرکز این زمین‌لرزه را در مختصات ۴۰°۱۸′۰۴″شمالی ۶۹°۴۹′۲۳″شرقی / ۴۰٫۳۰۱°شمالی ۶۹٫۸۲۳°شرقی و ژرفای آن را در ۱۶ کیلومتر گزارش کرده‌است. بزرگی برگزیدهٔ این سازمان از میان بزرگی‌های محاسبه‌شدهٔ مختلف ۵٫۹ در مقیاس Ms بوده و از دید اثر، در میان چهار دسته‌بندی «نامحسوس»، «محسوس»، «زیان‌آور» یا «با تلفات»، زلزله را «با تلفات» اعلام کرده‌است. ۹۰ درصد ساختمان‌های چند آشکوبه آجری در قره‌قوم بعلاوه ۹۰۰ ساختمان دیگر در زمین‌لرزه خراب شده‌است. رانش زمین در آن به وجود آمده‌است.
پروژهٔ «تنسور گشتاور مرکزوار» زاویه‌های (راستا، شیب، ریک) گسل سازندهٔ زمین‌لرزه و صفحه عمود بر آن را (°۴۸، °۴۶، °۶۱) یا (°۲۶۶، °۵۱، °۱۱۶) و نوع گسل را«معکوس» فرارسانده‌است.
شمار کشتگان زلزله حدود ۲۹ نفر بوده‌است. تعداد زخمیان ۸۰ نفر برآورده شده‌است. بی‌خانمان شدگان نیز ۸۰۰۰ نفر اعلام شده‌است.